# Melissa Lawley
Melissa Lawley (født 28. april 1994) er en engelsk fodboldspiller, der spiller som angriber for engelske Liverpool, hvor hun kom til i 2019. Hun har tidligere spillet for Englands U/17, U/19, U/20 og U/23 ungdomslandshold.

## Karriere

### Klub
Lawley underskrev kontrakt med Birmingham City i 2013 fra Bristol Academy. I december 2016 underskrev hun kontrakt med Manchester City.

## Hæder

### Klub
Manchester City
- FA Women's Cup: 2016–17